# Colombiers-du-Plessis
Pour les articles homonymes, voir Colombiers.
Colombiers-du-Plessis est une commune française, située dans le département de la Mayenne en région Pays de la Loire, peuplée de 477 habitants.
La commune fait partie de la province historique du Maine, et se situe dans le Bas-Maine.

## Géographie

### Communes limitrophes
| Levaré (par quadripoint) | Hercé                   | Gorron |
| Carelles                 | Colombiers-du-Plessis   | Brécé  |
|                          | Saint-Denis-de-Gastines |        |

### Climat
Pour des articles plus généraux, voir Climat des Pays de la Loire et Climat de la Mayenne.
En 2010, le climat de la commune est de type climat océanique franc, selon une étude du CNRS s'appuyant sur une série de données couvrant la période 1971-2000. En 2020, Météo-France publie une typologie des climats de la France métropolitaine dans laquelle la commune est exposée à un climat océanique et est dans une zone de transition entre les régions climatiques « Bretagne orientale et méridionale, Pays nantais, Vendée » et « Moyenne vallée de la Loire ». 
Pour la période 1971-2000, la température annuelle moyenne est de 10,5 °C, avec une amplitude thermique annuelle de 13,5 °C. Le cumul annuel moyen de précipitations est de 896 mm, avec 13,4 jours de précipitations en janvier et 7,8 jours en juillet. Pour la période 1991-2020, la température moyenne annuelle observée sur la station météorologique de Météo-France la plus proche, « Saint-Mars/la-Futa », sur la commune de Saint-Mars-sur-la-Futaie à 14 km à vol d'oiseau, est de 11,3 °C et le cumul annuel moyen de précipitations est de 929,3 mm,. Pour l'avenir, les paramètres climatiques de la commune estimés pour 2050 selon différents scénarios d'émission de gaz à effet de serre sont consultables sur un site dédié publié par Météo-France en novembre 2022.

## Urbanisme

### Typologie
Au 1er janvier 2024, Colombiers-du-Plessis est catégorisée commune rurale à habitat très dispersé, selon la nouvelle grille communale de densité à sept niveaux définie par l'Insee en 2022.
Elle est située hors unité urbaine. Par ailleurs la commune fait partie de l'aire d'attraction de Gorron, dont elle est une commune de la couronne,. Cette aire, qui regroupe 7 communes, est catégorisée dans les aires de moins de 50 000 habitants,.

### Occupation des sols
L'occupation des sols de la commune, telle qu'elle ressort de la base de données européenne d’occupation biophysique des sols Corine Land Cover (CLC), est marquée par l'importance des territoires agricoles (98,6 % en 2018), une proportion identique à celle de 1990 (98,6 %). La répartition détaillée en 2018 est la suivante : 
prairies (49,1 %), terres arables (42,8 %), zones agricoles hétérogènes (6,7 %), zones urbanisées (1,4 %). L'évolution de l’occupation des sols de la commune et de ses infrastructures peut être observée sur les différentes représentations cartographiques du territoire : la carte de Cassini (XVIIIe siècle), la carte d'état-major (1820-1866) et les cartes ou photos aériennes de l'IGN pour la période actuelle (1950 à aujourd'hui).

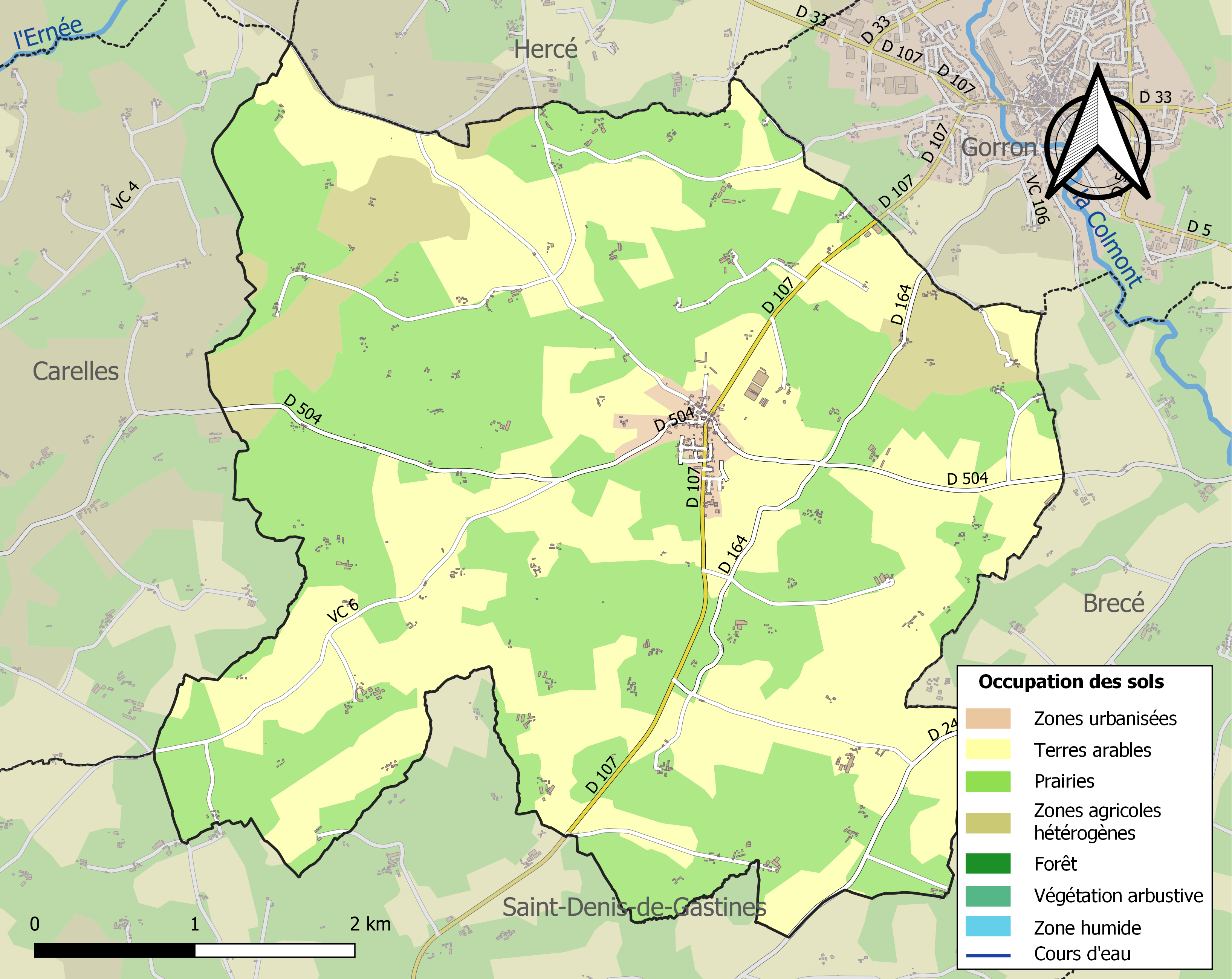
Carte des infrastructures et de l'occupation des sols de la commune en 2018 (CLC).

## Héraldique
| Blason de Colombiers-du-Plessis | Blason  | Coupé : au 1er d’or à un aulne de sinople accosté de deux fers à cheval versés de sable, au 2e d’azur à deux colombes affrontées d’argent, becquées, membrées et allumées d’or. |
| Blason de Colombiers-du-Plessis | Détails | L’or et l’aulne proviennent des armes du seigneur de Launay qui a possédé le village. La reprise intégrale du blason du seigneur étant interdite pour la commune, il suffit d’en emprunter un ou plusieurs éléments et de les intégrer dans un dessin plus vaste. Les fers à cheval représentent Éloi, le saint patron du village de Colombiers-du-Plessis. C’est pour cette raison qu’ils sont versés parce qu’ils représentent une figure sainte et non pas, comme c’est l’usage, la présence d’un éventuel maréchal ferrant. La couleur des fers est issue du blason de la famille de Launay, en remplacement des aiglettes de sable. Les deux colombes traduisent le nom du village. L’azur représente les cours d’eau de la commune dont les ruisseaux de la Gauberdière ou de la Turlière qui la traversent de part en part. Les ornements sont deux deux gerbes de blé d’or mises en sautoir par la pointe et liées d’azur afin d’honorer l’activité agricole. Le listel d'argent porte le nom de la commune en lettres majuscules de sable. La couronne de tours dit que l’écu est celui d’une commune ; elle n’a rien à voir avec des fortifications. Le statut officiel du blason reste à déterminer. |

## Population et société

### Démographie
L'évolution du nombre d'habitants est connue à travers les recensements de la population effectués dans la commune depuis 1793. Pour les communes de moins de 10 000 habitants, une enquête de recensement portant sur toute la population est réalisée tous les cinq ans, les populations de référence des années intermédiaires étant quant à elles estimées par interpolation ou extrapolation. Pour la commune, le premier recensement exhaustif entrant dans le cadre du nouveau dispositif a été réalisé en 2005.
En 2022, la commune comptait 477 habitants, en évolution de −1,04 % par rapport à 2016 (Mayenne : −0,73 %, France hors Mayotte : +2,11 %).
| 1793  | 1800 | 1806  | 1821  | 1831  | 1836  | 1841  | 1846  | 1851  |
| ----- | ---- | ----- | ----- | ----- | ----- | ----- | ----- | ----- |
| 1 298 | 993  | 1 301 | 1 273 | 1 295 | 1 252 | 1 212 | 1 224 | 1 206 |

| 1856  | 1861  | 1866  | 1872  | 1876  | 1881  | 1886  | 1891  | 1896  |
| ----- | ----- | ----- | ----- | ----- | ----- | ----- | ----- | ----- |
| 1 179 | 1 257 | 1 174 | 1 147 | 1 126 | 1 106 | 1 044 | 1 070 | 1 047 |

| 1901  | 1906  | 1911  | 1921 | 1926 | 1931 | 1936 | 1946 | 1954 |
| ----- | ----- | ----- | ---- | ---- | ---- | ---- | ---- | ---- |
| 1 031 | 1 031 | 1 045 | 948  | 974  | 945  | 943  | 912  | 827  |

| 1962 | 1968 | 1975 | 1982 | 1990 | 1999 | 2005 | 2006 | 2010 |
| ---- | ---- | ---- | ---- | ---- | ---- | ---- | ---- | ---- |
| 773  | 740  | 688  | 607  | 567  | 514  | 494  | 493  | 449  |

| 2015 | 2020 | 2022 | - | - | - | - | - | - |
| ---- | ---- | ---- | - | - | - | - | - | - |
| 475  | 484  | 477  | - | - | - | - | - | - |

## Culture locale et patrimoine

### Lieux et monuments
- Le jardin des Renaudies, créé par le pépiniériste Jean Renault en 1988. Ce jardin est d'inspiration anglaise et plus de 3 000 espèces y sont plantées. Il présente de nombreuses collections de végétaux en provenance de la pépinière de son créateur (massif de conifères nains, vivaces, plantes de bruyère). Depuis 2003, il appartient à la communauté de communes du Bocage Mayennais.
- L'église Saint-Éloi.
- La station sismique, édifiée en 1965 (abandonnée).

### Personnalités liées à la commune
- André Corbeau (né en 1950 à Colombiers-du-Plessis), coureur cycliste professionnel ayant participé à deux Tours de France.

### Héraldique
| Blason de Colombiers-du-Plessis | Blason  | Coupé: au 1er d'or à l'aulne de sinople accosté de deux fers à cheval renversés de sable, au 2e d'azur à deux colombes affrontées d'argent. |
| Blason de Colombiers-du-Plessis | Détails | Le statut officiel du blason reste à déterminer.                                                                                            |